# SUT
SUT is een historisch merk van motorfietsen.
De bedrijfsnaam was: Schulz Und Tegener GmbH, Berlijn-Charlottenburg, later Berlin-Reineckendorf.
SUT was een Duits bedrijf dat van 1921 tot 1927 148- tot 247cc-motorfietsen met eigen zijklepmotoren produceerde. Daarnaast waren er ook enkele modellen met kop/zijklepmotoren.